# La terra desolata
La terra desolata (The Waste Land) è un poemetto del 1922 di T. S. Eliot. È probabilmente l'opera più celebre del poeta anglo-americano, vissuto tra Ottocento e Novecento, ed è considerata uno dei capolavori della poesia modernista. La prima pubblicazione apparve sulla rivista The Dial e senza le note di Eliot, sulla rivista The Criterion nell'ottobre 1922; nel dicembre dello stesso anno fu pubblicata la prima versione in volume, la prima a includere le note del poeta.

## Storia editoriale

### Genesi
Eliot compose il poemetto tra il dicembre del 1921 ed il gennaio del 1922 mentre era con la moglie in Svizzera, a Losanna, dove fu ricoverato per problemi di instabilità psichica, in seguito ad un forte esaurimento nervoso. Il poeta spedì il dattiloscritto all'amico e connazionale Ezra Pound, che intervenne anch'egli sulla revisione del testo, tanto che Eliot gli dedicò il poemetto definendo Pound stesso "il miglior fabbro" (espressione presa da Dante Alighieri, che chiamava così il poeta provenzale Arnaut Daniel nel canto XXVI del Purgatorio). Il lavoro di Pound sul testo fu soprattutto di riduzione: Ezra stesso la definì "operazione cesarea" perché si trattò essenzialmente di tagli che in un caso portarono all'eliminazione di decine e decine di versi (soprattutto nella sezione IV). La versione dattiloscritta era lunga quasi il doppio della versione pubblicata nel 1922; tuttavia, la prima versione del poemetto è oggi disponibile (edizione Rizzoli curata da Alessandro Serpieri).

### Titolo
"The Waste Land" è un titolo polisemico. La traduzione "Terra desolata" è la prima che è stata proposta ed è quella tradizionale. Nella sua versione del 2021 Carmen Gallo ha proposto la versione "Terra devastata". "The Waste Land" è contemporaneamente la terre gaste (terra guasta) dei poemi epici medievali, cioè un territorio privo di vita, sterile e mortale che devono attraversare i cavalieri per arrivare al Graal (uno dei simboli centrali del poemetto), e il mondo moderno, contrassegnato dalla crisi e dalla sterilità della civiltà occidentale, giunta forse al termine del suo percorso: non va ignorato il fatto che la prima guerra mondiale, terminata quattro anni prima della pubblicazione del poemetto, era stata vissuta come un'inutile e folle strage che aveva dilapidato milioni di vite e portato quasi alla bancarotta le grandi nazioni europee. La "terra desolata" è anche Londra, città dove Eliot risiedeva, e nella quale ha ambientato alcune scene del poemetto (come quella conclusiva della prima sezione, che si svolge sul London Bridge).

## Contenuti
In effetti, in questo poemetto ci sono voci diverse di diverse persone che parlano talvolta lingue diverse: il primo titolo di una sezione introduttiva, divisa in due parti e soppressa per consiglio di Pound, era "He Do the Police In Different Voices", una frase di Charles Dickens (tratta dal suo romanzo Our Mutual Friend) che significa "rifà la polizia con voci diverse", detto di un ragazzo che sapeva leggere in modo particolarmente vivace le notizie di cronaca nera sul quotidiano. Le diverse voci possono essere di personaggi (come Marie, la nobildonna lituana che parla per prima nel poemetto, o la coppia di sposi nella seconda sezione), oppure citazioni delle più disparate opere letterarie e artistiche in generale (nel poemetto si trovano versi di Dante, Baudelaire, Ovidio e numerosi altri poeti, ma anche brani del Tristano e Isotta di Richard Wagner). Tra le voci si distingue quella di Tiresia, che funge da alter ego del poeta, ma è al tempo stesso il personaggio ripreso dall'Odissea di Omero: Tiresia, che tutto ha visto e tutto sa, funge in più punti da disincarnato e distaccato narratore.
Il poemetto è diviso in cinque movimenti, tanto che alcuni studiosi lo hanno paragonato a una sinfonia, o un quartetto per archi (la struttura in cinque parti torna non a caso nell'ultima grande opera poetica di Eliot, i Quattro quartetti).
L'epigrafe in apertura del poema doveva essere “The horror! The horror!” ("L'orrore, l'orrore!"), da Cuore di tenebra di Joseph Conrad, ma Ezra Pound, che non stimava affatto Conrad, dissuase il poeta: fu così che il poemetto si aprì con un frammento dal Satyricon, in ogni caso assai adatto. La Sibilla di cui parla la citazione è naturalmente la profetessa greca che risiedeva a Cuma, celebre per gli oracoli enigmatici. La sua aspirazione più profonda era quella di invecchiare senza mai morire: il dio Apollo esaudì il suo desiderio, ma la sua vita - secondo Petronio - divenne un'agonia di noia, poiché essa, rinsecchita e chiusa in un'ampolla, veniva tormentata da gruppi di ragazzi fastidiosi. Il testo di Petronio è formato da frasi in latino e in greco, il che allude alla mescolanza di lingue (di nuovo le "different voices" di Dickens) che attraversa il poemetto.
“Il miglior fabbro” è un verso di Dante (Purgatorio XXVI, 117) che elogia la maestria del poeta provenzale Arnaut Daniel. Questa dedica all'amico Ezra Pound, poeta modernista egli stesso, fu aggiunta da Eliot nel 1923 come segno di gratitudine per l'aiuto nei tagli del poemetto stesso.
The Waste Land è un prestito da Jessie Weston, autrice di From Ritual to Romance, opera a cui Eliot deve molto, in cui l'antropologa analizza il vasto materiale su miti e leggende di età medioevale, in particolare sul Sacro Graal e il mazzo dei tarocchi. Nell'immaginario medioevale, la ricerca del Graal è la ricerca della verità da parte dell'uomo. I cavalieri avrebbero dovuto raggiungere la Cappella Pericolosa e lì rispondere esattamente alle domande concernenti la coppa e la lancia con cui era stato trafitto il fianco di Cristo. Uno dei cavalieri fu mandato dal Re Pescatore, l'impotente governante di un paese che era diventato sterile esso stesso. Tema, questo, ripreso molte volte nella letteratura, da Sofocle a Thomas Malory fino ad arrivare al Parsifal di Wagner.

### I. La sepoltura dei morti
Il poemetto si apre con l'inizio della primavera, un evento festoso (finisce la penuria invernale di cibo, torna la stagione dei frutti e delle messi). Per Eliot, con una tipica ironia modernista, "aprile è il mese più crudele": davanti al rifiorire della natura, l'uomo moderno, vuoto e senza scopo, sente in modo ancor più doloroso la propria sterilità interiore. I lillà sono un correlativo oggettivo per indicare il ricordo, il passato e sono i fiori connessi con i riti della fertilità.
Segue un flashback che ci riporta al clima dell'Europa centrale intorno alla prima guerra mondiale, con un chiaro riferimento alla Rivoluzione russa al verso 12. L'eleganza delle persone che frequentano i luoghi più alla moda dell'Europa rivela un'ansia comunicata grazie ai bruschi cambiamenti di sintassi. Il primo dei numerosi personaggi che popolano il poemetto è Marie, che è stata identificata come la contessa Maria Luisa Larisch-Wallersee, nipote dell'Imperatrice d'Austria Elisabetta di Baviera, che il giovane Eliot avrebbe conosciuto a Monaco proprio nell'Hofgarten (Monaco di Baviera) citato al v.10.
Le allusioni all'Antico Testamento (v. 20: Ezechiele predica contro la malvagità degli Israeliti, v. 22: Dio dice ad Ezechiele che romperà gli idoli eretti da Israele a falsi dèi) offrono un parallelo tra la domanda di Ezechiele “Figliuol d'uomo, queste ossa possono vivere?” e quella del poeta che chiede al lettore “quali rami crescono su queste macerie?”, una domanda retorica, dato che quest'ultimo conosce soltanto “un mucchio di frante immagini, dove batte il sole, e l'albero secco non dà riparo, e il canto del grillo non dà ristoro”. L'appassionato ma condannato amore di Tristano e Isotta è preso a modello universale, in modo da ridimensionare il moderno concetto di questo sentimento.
Alle citazioni da Wagner (in tedesco) segue un excursus ironico sulle figure profetiche personificate da Madame Sosostris, una chiromante dal nome che sembra una banale imitazione di qualche dea egiziana, nonostante le sue predizioni si rivelino vere. Qui Eliot ha l'opportunità di inserire un altro importante tema del poemetto, quello dei tarocchi e dei loro simboli. La Belladonna è un veleno, mentre la dama delle rocce rimanda alla Monna Lisa per la sua enigmaticità. Il mercante con un occhio solo si riferisce a Mr Eugenedes, oltre che alla figura del Jack.
In seguito il poeta si riferisce alla City, il quartiere finanziario di Londra, simbolo dell'aridità del capitalismo e della società moderna. La critica alla City riprende gli stilemi provenienti da Baudelaire e Dante. Il poeta considera i suoi cittadini, bloccati in una routine distruttiva, paragonandoli dapprima agli ignavi dell'Inferno, a causa della loro totale indifferenza nei confronti del prossimo, e successivamente alle anime del limbo che, come loro, sperano in una vita migliore, ma non hanno alcuna speranza di cambiare la loro statica routine.
La figura di Stetson è paragonabile a quella dell'amico Ezra Pound che usava portare un cappello Stetson. Con il riferimento alla Prima guerra punica Eliot intende universalizzare il problema, che altrimenti rimarrebbe legato alla città di Londra. Questa sezione si conclude con un riferimento alla prefazione de I fiori del male di Baudelaire "Au lecteur" che descrive l'uomo affondato nella stupidità, nel peccato e votato al male, ma, tuttavia, il peggior mostro del serraglio infame dei suoi traviamenti è la Noia, definita come "monstre delicat". "Tu, lettore, lo conosci quel mostro delicato, ipocrita lettore, mio pari, mio fratello!"
Il cadavere che Stetson ha sotterrato dovrà germogliare e dunque permettere la rinascita dell'uomo; il Cane dovrà però essere tenuto lontano in quanto disotterrandolo ne impedirebbe la rinascita (contra A. Serpieri, secondo il quale sarebbe il dissotterramento ad avviare il ciclo della vita). È quello che l'uomo in fondo si augura: preferisce restare con la propria coscienza addormentata, in quell'inverno che lo tiene al caldo, coperto 'di neve immemore', correlativo oggettivo della coscienza ottenebrata. Ed infatti il lettore è 'ipocrita', complice e fratello del poeta, che ha appena definito l'aprile come il mese più crudele, proprio perché con la primavera determina il risveglio della natura (ovvero della coscienza) dando impulso alla rigenerazione della vita.

### II. Una partita a scacchi
In questa sezione, Eliot presenta varie figure femminili vittime di lussuria e di disonestà. Innanzitutto, la descrizione della stanza rievoca l'incontro degli amanti Antonio e Cleopatra (nell'omonima tragedia di William Shakespeare) e di Didone ed Enea, ma questi echi sono disturbati da due elementi: primo, la sintassi convulsa delle frasi; secondo, l'episodio di Filomela, che fu crudelmente stuprata e, poiché le era stata tagliata la lingua per evitare che dicesse il nome del colpevole, questa funzione era stata attribuita ad un usignolo, che però il mondo intero (compreso lo hypocrite lecteur, che abita anch'egli nella Terra Desolata) non ascoltò.
Il dialogo tra le due donne in un pub proletario di Londra, che si esprimono in cockney, è ansioso e isterico e ha come oggetto la storia d'amore tra Lil e Albert, una storia squallida cui nessun valore umano dà dignità: persino la gravidanza è considerata un fardello per la salute della donna. L'uso del Cockney suggerisce l'appartenenza delle donne alla classe operaia, e produce un potente contrasto con la scena precedente, ambientata nella upper class più benestante e colta. Eliot suggerisce che la sterilità colpisce la società nel suo complesso, dai ceti più privilegiati a quelli subalterni.
La conversazione delle due donne, inoltre, accenna alla prima guerra mondiale e alle sue conseguenze, perché il marito di una delle due è stato da poco smobilitato, e non è più lo stesso uomo di prima (accenno probabilmente ai problemi psicologici dei reduci).
I rapporti tra uomo e donna sono considerati sterili in questa Terra, poiché manca la comunicazione, sia verbale che sessuale. La frequente richiesta del barista enfatizza la pressione del tempo che scorre, fino ad arrivare all'addio di Ofelia, preso dall'Amleto, “Good night, ladies, good night, sweet ladies, good night, good night”.

### III. Il sermone del fuoco
Il titolo è reso chiaro solo alla fine del canto, quando Eliot invoca le figure di Buddha e di sant'Agostino, personalità ascetiche molto ammirate dal poeta.
La descrizione idealizzata dell'amore umano sullo sfondo di un Paradiso Terrestre è in contrasto con il concetto che ne ha la modernità, così sordido e squallido. Il Tamigi celebrato da Edmund Spenser nel suo Prothalamion è spoglio, non ci sono più “testimoni delle notti d'estate”, le ninfe che vi dimoravano sono partite.
Il ritornello che ricorre appare sarcastico, in una terra di lamenti e di inquinamento. Al v. 182 Eliot allude alla Bibbia, quando gli Ebrei, ricordandosi dell'esilio e del desiderio di tornare in patria, si lamentarono “sulle rive di Babilonia, là ci sedemmo, sì, e piangemmo, quando ci ricordammo di Sion… come potremo cantare il canto del Signore in una terra straniera?” Come collegamento con la scena successiva, Eliot inserisce un'eco dall'Ulisse di Joyce, quando Bloom partecipa ai funerali di Paddy Dignam (il capolavoro di Joyce è ripetutamente citato nel poemetto).
Il narratore allude al Principe Ferdinando nella Tempesta di Shakespeare; il personaggio, che sta pescando in una sera estiva, pensa alla morte del padre e del fratello, che erano entrambi re, e ci fa capire che egli stesso ora è re, il Re Pescatore della Terra Desolata. Non c'è speranza di poter prendere un pesce nell'acqua inquinata; le sue riflessioni si rivolgono ai resti seppelliti dei suoi parenti. L'arrivo della primavera non promette alcuna fertilità (ripresa dell'inizio del poemetto).
La squallida relazione tra Sweeney e Mrs Porter, celebrata in una versione “educata” di una volgare canzoncina cantata dai soldati australiani nella prima guerra mondiale, è posta in triste contrasto con l'incontro tra la dea della castità e Atteone. Attraverso le onomatopee il lettore si ricorda del canto del pettirosso.
Il tema della decadenza è ripreso con la visione di Londra, che ha perso tutto il suo fascino spirituale: anche il mercante di Smirne è la versione decadente dei commercianti fenici che, secondo la Weston, diffusero la conoscenza dei riti della fertilità (l'hotel Metropole citato nella poesia era un noto ritrovo per incontri omosessuali, quindi per una forma di sessualità che non dà progenie, torna il tema della sterilità).
In questo contesto si inserisce il sermone del fuoco di Buddha: “I sensi umani e tutto ciò che riescono a percepire stanno bruciando. Con quale fuoco? Vi dichiaro che stanno bruciando con il fuoco della lussuria, con il fuoco della rabbia, con il fuoco dell'ignoranza, con tutto ciò che concerne la nascita, la decadenza, la morte, il dolore, il lamento, l'avidità e la disperazione”.
La figura di Tiresia riprende il filone profetico, essendo quest'ultimo il massimo dei profeti del mondo classico. Poiché aveva infastidito due serpenti mentre questi copulavano, fu trasformato in donna, fino tornare uomo dopo sette anni. Intanto, Giove e Giunone stavano discutendo quale dei due sessi godesse di più nell'atto sessuale: lo chiesero a Tiresia, ed egli rispose che a godere di più era la donna. Giunone, in collera, lo condannò alla cecità, ma Giove lo premiò concedendogli il dono di vedere il futuro.
La sezione tra i versi 215 e 248 è narrata da Tiresia. La scena descritta è lo squallido incontro di due amanti: lei, “stanca e annoiata”, è indifferente alle provocazioni di lui, “uno degli umili a cui la sicurezza s'addice come un cappello di seta su un milionario di Bradford”, una città famosa per aver sfruttato l'industria bellica durante la prima guerra mondiale; l'ora di sesso si consuma in breve, e al risveglio la donna non si preoccupa dell'assenza dell'amante, ma “mette al grammofono un'aria di danza”.
La musica da ballo, con cui la donna anestetizza i suoi sentimenti, pervade la città ed è un freddo ricordo dell'insensibilità umana. La descrizione del Tamigi evoca da un lato la celebrazione dell'oro del Reno da parte di Wagner (quindi anche la musica del grande compositore tedesco, contrapposta alla musica pop suonata dal grammofono della donna), da un altro l'ammonimento di Joseph Conrad, autore ammirato da Eliot, sulla depravazione umana, che può arrivare ad annullare l'intera civiltà.
Seguono le tre “ninfe” del Tamigi, che raccontano la stessa storia di profanazione sessuale e confusione, ma sembrano non avere alcuna speranza nei confronti di una nuova vita, e formano un climax di degradazione.
Il canto si chiude con il connubio della civiltà orientale con quella occidentale attraverso le allusioni e citazioni di Buddha nel suo sermone del fuoco (“burning burning burning burning”) e di sant'Agostino (“A Cartagine poscia io venni” e “O Lord thou pluckest me out”).

### IV. La morte per acqua
Tòpos del canto è, in contrapposizione al fuoco, simbolo di lussuria e di depravazione, l'acqua, che invece infonde un senso di purezza.
Un marinaio morto, dai tratti che sembrano quelli del Vecchio Marinaio di Coleridge, racconta la storia di un'uscita per andare a pescare finita in tragedia. L'episodio ha molti collegamenti con il viaggio di Ulisse come lo avevano immaginato Dante e Tennyson, ovvero un viaggio a cui Ulisse era stato spinto dall'insaziabile curiosità: insaziabile perché neppure di fronte alla morte il marinaio si arrenderà, non riuscendo ad accettare neppure la vecchiaia. Connettere Ulisse a un marinaio fenicio non è poi tanto strano: scrivendo il suo Ulisse, Joyce era stato ispirato dall'idea che dietro la figura del navigatore greco ci fosse una più antica leggenda di origine semitica, la storia di un marinaio fenicio; infatti, nel romanzo di Joyce, Ulisse è incarnato da un irlandese di discendenza ebraica, Leopold Bloom.
La morte di Fleba, “che un tempo è stato bello e ben fatto”, ne purifica la vita trascorsa secondo la logica del “guadagno e della perdita”. L'intero canto è un ammonimento al lettore: chiunque cada nella tentazione si perde in quei gorghi che spolpano le ossa in sussurri, ponendo un termine alla sua futile vita.
Dietro la figura di Fleba il Fenicio si può vedere anche il tema degli dèi morenti, Osiride in particolar modo.
Questa sezione è stata interpretata in due modi: o significa morte per acqua senza resurrezione o simboleggia la morte sacrificale che precede la rinascita. La maggior parte dei critici, però, vede l'annegamento di Fleba come una morte senza resurrezione anche se c'è uno strano senso di pace nella morte (cfr. v.47).

### V. Ciò che disse il tuono
L'atmosfera dell'ultima sezione è quella di un dramma ricordato che degrada in un anti-climax: la morte di Gesù col riferimento alla sua agonia nel giardino del Getsemani. Come le parti precedenti avevano un elemento centrale, così il tuono ricorre frequentemente negli ultimi versi del poemetto; nella Bibbia, la voce di Dio è spesso descritta come simile ad un tuono, per cui l'allusione è palese.
Gli abitanti della terra desolata accettano un tipo di vita minimale senza la speranza di una resurrezione: sono uomini vuoti, cui solo il distante brontolio di un tuono suggerisce la primavera. Eliot descrive il viaggio attraverso la Terra Desolata di due cavalieri alla ricerca del Sacro Graal; essi sono intimoriti dall'apparente malevolenza di questo territorio così inospitale.
Grazie alle note lasciate dal poeta stesso, si capisce che dietro questa vicenda si nasconde il viaggio verso Emmaus e la decadenza dell'Europa orientale, che ha il suo epicentro nella Russia del 1917: la rivoluzione comunista offre profezie deludenti alle cieche masse, che ora vacillano nel loro deserto spirituale. Lo stesso concetto troviamo espresso in un'opera di Hermann Hesse, Intravedere il caos: “Già metà d'Europa, almeno metà dell'Europa orientale, avanza sulla via del caos, guidata in una frenesia spirituale lungo il limite dell'abisso, e canta ubriaca. L'offeso borghese ride ai canti; il santo e il profeta li ascoltano con lacrime”. Eliot, che politicamente era su posizioni nettamente conservatrici, non aveva una buona opinione della rivoluzione russa (anche se va detto che, a differenza del suo amico Ezra Pound, fu diffidente anche nei confronti del fascismo e soprattutto del nazismo, da lui stigmatizzato come un ritorno al paganesimo).
I pellegrini alla ricerca del Graal credono di essere accompagnati da una terza persona, come avvenne a Ernest Henry Shackleton nella sua spedizione in Antartide. Eliot stesso in una nota scrive di essersi ispirato a un resoconto della spedizione di Shackleton in cui si riferiva che "il gruppo degli esploratori, allo stremo delle forze, aveva continuamente l'illusione che ci fosse una persona in più di quante non se ne potessero effettivamente contare."
La “materna lamentazione” ci ricorda le parole di Gesù: “figlie di Gerusalemme, non piangete per me, ma per voi stesse e per i vostri figli”.
Vengono descritti tutti gli orribili dettagli del viaggio dei cavalieri, che sono scherniti da eco e allucinazioni: stanno per impazzire, quando un lampo annuncia loro l'arrivo della pioggia tanto attesa. Nei versi compresi tra il 395 e il 422 Eliot critica lo stato della Chiesa moderna: l'uomo occidentale è ammonito a uscire dai suoi sistemi e rivolgersi alla spiritualità orientale per ritrovare la tanto desiderata “acqua”. Attraverso immagini surrealiste Eliot fa parlare il tuono: “Dai”, “controllati”, “sii empatico” sono i consigli offerti che si rifanno a virtù completamente assenti in questa terra desolata.
Il canto del gallo è il risveglio della coscienza umana reso possibile dalle parole in sanscrito del tuono. Queste formule fanno parte delle Bṛhadāraṇyaka Upaniṣad, e iniziano tutte con “Da”, la radice delle parole sanscrite dell'area semantica di “dare”, ma anche il suono onomatopeico del tuono.
Il poemetto termina, dunque, dopo i toni surrealistici e apocalittici, con Shantih, la pace ineffabile, la speranza della pioggia, di una ritrovata spiritualità. Ma il cadere della pioggia è atteso, agognato, non descritto. Il fatto che la benedizione sia in una lingua così distante dalla tradizione occidentale indica che la soluzione è ricercata, ma non raggiunta. In effetti, non si riesce a uscire veramente dalla terra desolata, e il Graal resta una speranza, qualcosa che non si riesce ad afferrare. Per Eliot il cammino verso una qualche certezza durerà ancora cinque anni, quando si convertirà all'anglicanesimo.

## Temi principali
Nel testo sono individuabili alcuni fondamentali nuclei tematici, che spesso corrispondono a miti tratti dalla tradizione occidentale (ma non solo, visto che la Terra desolata è intessuta di riferimenti al buddismo, in special modo nell'ultima sezione). Essi sono:
- Il mito del Graal e la queste del cavaliere Parsifal (ripresa, tra l'altro, dal Roman de Perceval) che riesce a recuperarlo per salvare il regno di Re Artù (anche chiamato il Re Pescatore, e leggibile come una figura di Cristo) dalla sterilità e dalla morte. La ricerca nel mondo moderno, però, non ha successo, a differenza di quella di Parsifal: nella Terra desolata della modernità, la verità (anche etico-religiosa) resta inafferrabile.
- I riti di fertilità descritti nel trattato di antropologia Il ramo d'oro di Sir James Frazer, che Thomas Stearns Eliot aveva letto con grande interesse, nei quali il sacrificio di un dio (p.es. l'egizio Osiride, ma anche Cristo) riporta la fertilità, e quindi la vita, al popolo che lo adora. I riti sono rievocati nel contesto di un mondo contemporaneo che è marcato da sterilità spirituale; quest'ultima s'incarna nel poemetto in una serie di figure di matrimoni e coppie sterili.
- I tarocchi, che un saggio della scrittrice inglese Jessie Weston (intitolato From Ritual to Romance) aveva riconnesso al ciclo di leggende arturiane e al mito del Graal. Va detto che oltre ai veri arcani maggiori Eliot inserisce nel poemetto per la maggior parte carte di sua invenzione.
- La simbologia primaverile, che ritorna frequentemente nella letteratura inglese, a partire dai I racconti di Canterbury di Geoffrey Chaucer. La primavera nella Terra desolata però non porta fertilità e vita, e la quinta parte è in parte ambientata in un deserto, in parte segnata dall'attesa ansiosa della pioggia rigeneratrice (quella cantata da Chaucer nel suo poema) che però non arriva.
- Lo squallore e l'alienazione della vita metropolitana nell'età moderna, contrapposta ironicamente al mito e ai grandi classici della letteratura antica. Nelle loro incarnazioni moderne le figure della tradizione occidentale, come Tiresia, o il Re Pescatore, subiscono inesorabilmente un degrado.

Il poemetto, nonostante i cento anni che ci separano dalla sua pubblicazione, è ancor oggi di sorprendente modernità, e si può tranquillamente affermare che ancora non è stato completamente esplorato e compreso dalla critica, nonostante - specie nei paesi di lingua inglese - sia considerato un classico moderno e generalmente insegnato nelle università.

## Influenza nella cultura di massa
- Brani di La terra desolata sono letti dal Colonnello Kurtz nel film Apocalypse Now, di Francis Ford Coppola, come altri brani di Eliot tratti dalla poesia Gli uomini vuoti, mentre viene ripresa, tra i libri letti da Kurtz, la copertina del libro di Jessie Weston, From Ritual to Romance, al quale Eliot si ispira per La terra desolata.[senza fonte]
- Francesco Guccini cita La terra desolata di Eliot nella sua Canzone dei dodici mesi.
- Nel 1969 i Deep Purple fecero un riferimento alla Sepoltura dei Morti per la traccia April dell'omonimo album Deep Purple.
- Nel 1971 i Pooh si ispirano al poemetto per il brano Terra desolata, quarta traccia dell'album Opera prima.
- Nel 1973 i Genesis fecero chiaramente riferimento all'opera nella citazione alla figura di Tiresia, nel brano The Cinema Show, tratto da Selling England by the Pound.
- Nel 1975 gli Stormy Six includono il brano La sepoltura dei morti, ispirato all'omonimo passaggio di Eliot nel loro disco Un biglietto del tram.
- Jovanotti ha dichiarato di aver scritto il brano del 2011 La notte dei desideri dopo aver letto l'opera, citandola anche all'interno del testo della canzone.
- I Pet Shop Boys affermano di essersi ispirati a questo poema nello scrivere il testo del brano West End Girls.
- Alcuni versi dell'opera vengono riportati durante la sequenza nel deserto del videogioco Uncharted 3: L'inganno di Drake.
- Stephen King si è ispirato al poema di Eliot per la saga de La torre nera.
- Claudio Risé, ne dà un'interpretazione secondo la psicologia analitica junghiana e la mitoanalisi in: Vita selvatica. Manuale di sopravvivenza alla modernità (con Francesco Borgonovo). Lindau, 2017, ISBN 978-88-6708-669-6 e in: Parsifal. L'iniziazione maschile all'amore. Editrice La Scuola, 2016, ISBN 978-88-350-4348-5
- Le parole di Tiresia del sermone del fuoco sono declamate dallo spirito dell'indovino di Kattegat che parla a Bjorn nell'episodio Il profeta della serie televisiva Vikings.
- Nel 2019, Hozier ha pubblicato il suo secondo album, dal titolo Wasteland, Baby! L'influenza della poesia di Eliot si rinviene nelle tematiche dell'album, oltre che nel titolo.
- Nel 2022, la band heavy metal italiana Stranger Vision ha pubblicato Wasteland, un concept album interamente ispirato al poemetto di Eliot.[5]

## Edizioni
- (EN) T. S. Eliot, Waste Land, New York, Horace Liveright, 1922. URL consultato il 14 aprile 2015.

### Edizioni italiane
- Poesie, traduzione di Luigi Berti, Parma, Guanda, 1935, OCLC 878305656, SBN UFI0242298.
- Sulla poesia e sui poeti, trad. di Alfredo Giuliani, Milano, Bompiani, 1960; Milano, Garzanti, 1975.
- Poesie, prefazione e trad. di Roberto Sanesi, Milano, Bompiani, 1961.
- La terra desolata. Frammento di un agone. Marcia trionfale, Prefazione e trad. di Mario Praz, Collezione di poesia, Torino, Einaudi, 1963, 1970, 1985.
- T. S. Eliot tradotto da Eugenio Montale, Milano, Vanni Scheiwiller, All'insegna del pesce d'oro, 1963 (contiene: A Song for Simeon; La figlia che piange. Animula).
- Ezra Pound: metrica e poesia, a cura di Laura Caretti, Milano, All'insegna del pesce d'oro, 1967.
- La terra desolata, trad. di Elio Chinol, con 11 disegni di Ernesto Treccani, Ravenna, Loperfido, 1972; a cura di R. Pretto, Interno Poesia Editore, 2022, ISBN 978-88-855-8381-8.
- La terra desolata, Introduzione e trad. di Alessandro Serpieri, Milano, Rizzoli, 1982, 1985.
- La terra desolata, trad. e cura di Angelo Tonelli, Collezione Lekythos n. 15, Milano, Crocetti, 1992; Introduzione di Czesław Miłosz, Milano, Feltrinelli, 1995; versione riveduta, Milano, Feltrinelli, 2005.
- in Opere 1904-1939, a cura di R. Sanesi, Collana Classici, Milano, Bompiani, 1992, ISBN 978-88-452-1750-0.
- T. S. Eliot, Poesie (1905-1920), a cura e traduzione di Massimo Bacigalupo, Roma, Newton Compton, 1995, ISBN 9788881830169, OCLC 860269357, SBN MIL0347504.
- La terra desolata, a cura di Giuseppe Massara, con una nota di Nadia Fusini, Brescia, L'Obliquo, 2002.
- La terra desolata, traduzione di Carlo Franzini, Collana classici, Book edizioni, 2013, ISBN 978-88-723-2694-7.
- La terra desolata, trad. di Erminia Passannanti, 2015, ISBN 978-13-292-3220-4.
- La terra desolata, traduzione di Aimara Garlaschelli, introduzione di Anthony Leonard Johnson, Pisa, Edizioni ETS, 2018, ISBN 978-88-467-4952-9.
- La terra desolata, Introduzione e trad. di Martina Belelli, Santelli, 2019, ISBN 978-88-312-5523-3.
- La terra devastata, trad. e cura di Carmen Gallo, Collana La Cultura, Milano, Il Saggiatore, 2021, ISBN 978-88-428-2910-2.
- La terra desolata, a cura di Sara Ventroni, Collana Poesia, Milano, Ponte alle Grazie, 2022, ISBN 978-88-333-1909-4.